# Бурцев Федір Михайлович
Бурцев Федір Михайлович (1916—1942) — політрук Червоної армії, герой Другої світової війни.

## Життєпис
Народився в 1916 році в Нижніх Сірогозах Херсонської області. Він рано залишився сиротою, батьки померли під час першого голоду 1921-23 років.
У 1938 році його посилають на комсомольські курси в м. Маріуполь. Повернувшись, він працює завідувачем відділу пропаганди та агітації Нижньосірогозького райкому комсомолу. У 1940 році був призваний до лав Червоної армії. Служив спочатку під Москвою.
В перші дні війни Федір Михайлович та його товариші потрапили до батальйону прикордонників майора Миколи Олександровича Шоріна, які стримували наступ німців на місто Ленінград в районі Нового Петергофа. 9 серпня 1941 року Федір Бурцев був серед тих, хто здійснював особливе завдання штабу Ленінградського фронту ліквідації прориву німців до околиць м. Ленінграда. Холоднокровність, мужність та винахідливість у цих боях були помічені, і він переводиться в розвідувальну роту 8 армії. В жовтні Федору Бурцеву було присвоєно звання політрука.
В кінці 1941 року розвідники на чолі з Бурцевим з власної ініціативи визволили табір військовополонених, що знаходився за 35 кілометрів від лінії фронту.
Федір Михайлович Бурцев загинув у січні 1942 року.

## Вшанування пам'яті
У Санкт-Петербурзі в 1969 році була названа вулиця та міст, побудовний у 70-ті роки, на честь героя Великої Вітчизняної війни, політрука роти розвідників при штабі 8 армії Федора Михайловича Бурцева.
Свідчення про державні відзнаки та нагороди відсутні.

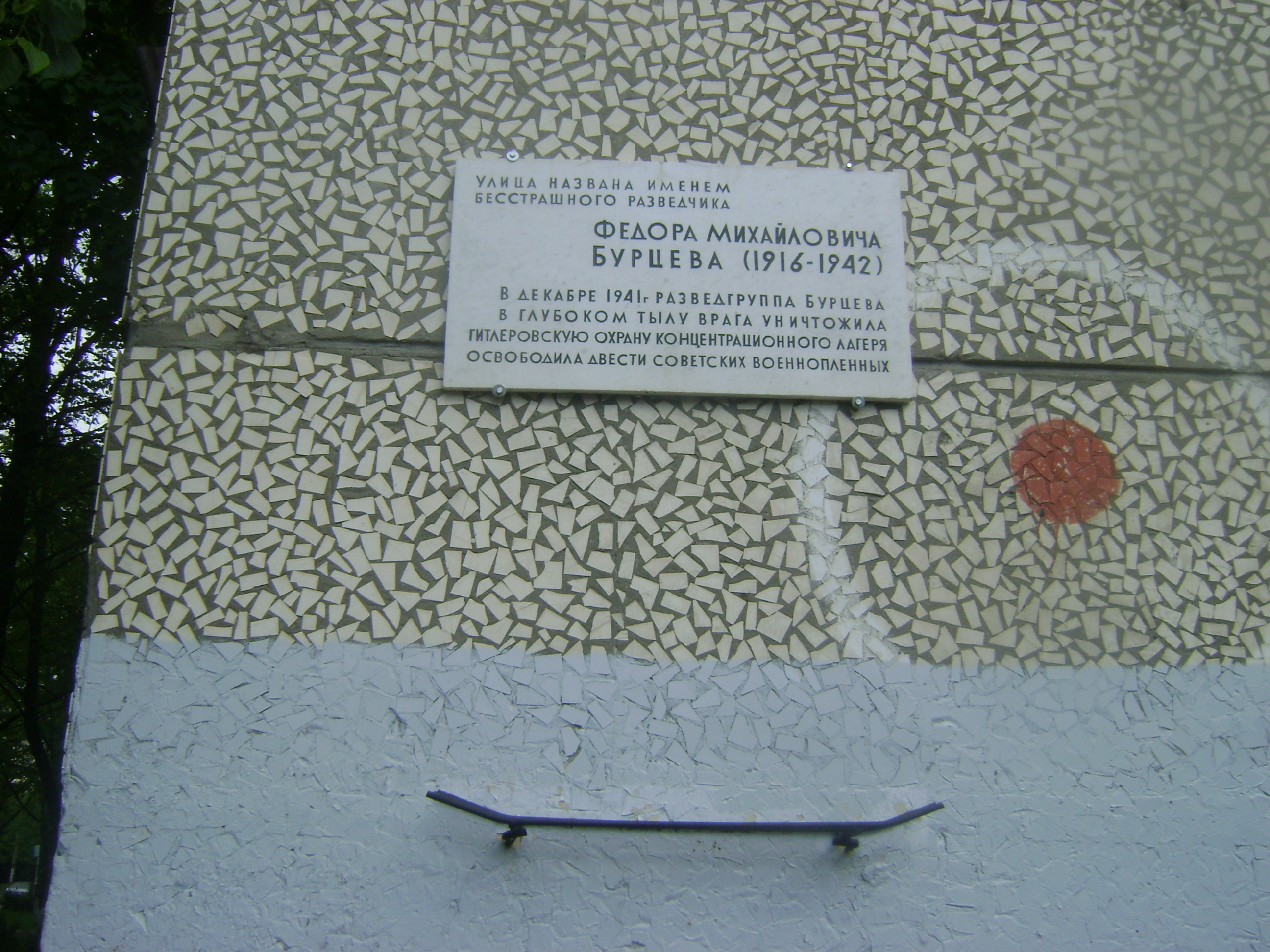
Burtseva Street memorial board